# Melanomma
Melanomma is een geslacht van schimmels behorend tot de familie Melanommataceae. Het lectotype is Melanomma pulvis-pyrius.

## Soorten
Volgens Index Fungorum telt het geslacht 82 soorten (peildatum oktober 2023):
| Soortnaam                                  | Auteur(s)                              | Publicatiejaar |
| ------------------------------------------ | -------------------------------------- | -------------- |
| Melanomma acanthophilum                    | Speg.                                  | 1924           |
| Melanomma afflatum                         | (Schwein.) Shear                       | 1941           |
| Melanomma anceps                           | Höhn.                                  | 1909           |
| Melanomma andinum                          | Speg.                                  | 1909           |
| Melanomma artemisiae-maritimae             | Lobik                                  | 1928           |
| Melanomma aspegrenii                       | (Fr.) Fuckel                           | 1870           |
| Melanomma aurantiicola                     | Speg.                                  | 1921           |
| Melanomma aurantiiphila                    | Speg.                                  | 1921           |
| Melanomma australiense                     | K.D. Hyde & Goh                        | 1999           |
| Melanomma brachythele                      | (Berk. & Broome) Sacc.                 | 1883           |
| Melanomma bubakii                          | Rehm                                   | 1914           |
| Melanomma cacheutense                      | Speg.                                  | 1909           |
| Melanomma caesalpiniae                     | Henn.                                  | 1908           |
| Melanomma caryophagum                      | (Schwein.) Fairm.                      | 1921           |
| Melanomma castillejae                      | Murashk.                               | 1924           |
| Melanomma ceratoniae                       | Rolland                                | 1905           |
| Melanomma chilense                         | Speg.                                  | 1910           |
| Melanomma citricola                        | Syd., P. Syd. & E.J. Butler            | 1911           |
| Melanomma conjunctum                       | (Petr.) L. Holm                        | 1968           |
| Melanomma corticis                         | Kirschst.                              | 1911           |
| Melanomma cryptostegiae                    | R. Rao & Modak                         | 1973           |
| Melanomma cucurbitarioideum                | Z.Q. Yuan & M.E. Barr                  | 1994           |
| Melanomma dactylosporum                    | Rehm                                   | 1901           |
| Melanomma dinghuense                       | Inderb.                                | 2001           |
| Melanomma distinctum                       | Lar.N. Vassiljeva                      | 1987           |
| Melanomma drimydis                         | Rehm                                   | 1901           |
| Melanomma dryinum                          | Mouton                                 | 1900           |
| Melanomma dzungaricum                      | (Kravtzev) Vasyag., Byzova & Tartenova | 1987           |
| Melanomma ebeni                            | Gonz. Frag.                            | 1918           |
| Melanomma epiphytica                       | Racib.                                 | 1909           |
| Melanomma gigantica                        | A. Pande                               | 1979           |
| Melanomma glumarum                         | I. Miyake                              | 1910           |
| Melanomma gregarium                        | Ellis & Everh.                         | 1900           |
| Melanomma halimodendri                     | Kravtzev                               | 1960           |
| Melanomma haloxyli                         | Kravtzev                               | 1955           |
| Melanomma helianthemi                      | Gucevi?                                | 1970           |
| Melanomma heraclei                         | Gucevi?                                | 1960           |
| Melanomma herpotrichum                     | Feltgen                                | 1903           |
| Melanomma japonicum                        | A. Hashim. & Kaz. Tanaka               | 2017           |
| Melanomma jenynsii                         | (Berk. & Broome) Sacc.                 | 1883           |
| Melanomma juniperi                         | Ellis & Everh.                         | 1905           |
| Melanomma langloisii                       | (Ellis & Everh.) Berl.                 | 1890           |
| Melanomma lithophilae                      | Gucevi?                                | 1959           |
| Melanomma longicolle                       | Sacc.                                  | 1875           |
| Melanomma marathawadense                   | Tilak, S.B. Kale & S.V.S. Kale         | 1971           |
| Melanomma margaretae                       | Chleb.                                 | 2002           |
| Melanomma martinianum                      | (Linds.) Sacc.                         | 1883           |
| Melanomma mate                             | Speg.                                  | 1908           |
| Melanomma medium                           | Sacc. & Speg.                          | 1878           |
| Melanomma mindorense                       | Rehm                                   | 1913           |
| Melanomma mojunkumica                      | Kravtzev                               | 1955           |
| Melanomma moravicum                        | Petr.                                  | 1968           |
| Melanomma mutabile                         | Feltgen                                | 1901           |
| Melanomma myricae                          | K. Holm & L. Holm                      | 1991           |
| Melanomma nigriseda                        | Fairm.                                 | 1922           |
| Melanomma obliterans                       | (Berk. & Broome) Sacc.                 | 1883           |
| Melanomma obtusissimum                     | Speg.                                  | 1921           |
| Melanomma oryzae                           | Hara                                   | 1918           |
| Melanomma oxysporum                        | (Zahlbr.) D. Hawksw.                   | 1985           |
| Melanomma panici-miliacei                  | Murashk.                               | 1938           |
| Melanomma philippinense                    | Syd. & P. Syd.                         | 1914           |
| Melanomma populicola                       | Crous & R.K. Schumach.                 | 2020           |
| Melanomma praeandinum                      | Speg.                                  | 1909           |
| Melanomma pulveracea                       | Teng & S.H. Ou                         | 1936           |
| Melanomma pulvis-pyrius (Zwarte kruitzwam) | (Pers.) Fuckel                         | 1870           |
| Melanomma pyriostictum                     | Cooke                                  | 1887           |
| Melanomma rhododendri                      | Rehm                                   | 1881           |
| Melanomma ribis                            | (Tracy & Earle) M.E. Barr              | 1990           |
| Melanomma rubicundum                       | (Rehm ex G. Winter) L. Holm            | 1957           |
| Melanomma sanguinarium                     | Sacc.                                  | 1883           |
| Melanomma saviczii                         | Gucevi?                                | 1960           |
| Melanomma scrophulariae                    | Gucevi?                                | 1967           |
| Melanomma sordidissimum                    | Speg.                                  | 1909           |
| Melanomma sparsum                          | Fuckel                                 | 1874           |
| Melanomma spiniferum                       | Ellis & Everh.                         | 1892           |
| Melanomma subandinum                       | Speg.                                  | 1912           |
| Melanomma subdispersum (Berkenkruitzwam)   | (P. Karst.) Berl. & Voglino            | 1886           |
| Melanomma submojunkumica                   | Kravtzev                               | 1955           |
| Melanomma thespesiae                       | C. Ramesh                              | 1994           |
| Melanomma trevoae                          | Speg.                                  | 1910           |
| Melanomma vile                             | (Fr.) Fuckel                           | 1870           |
| Melanomma axylariae                        | Höhn.                                  | 1907           |